# Paullinia boliviana
Paullinia boliviana är en kinesträdsväxtart som beskrevs av Ludwig Radlkofer och Henry Hurd Rusby. Paullinia boliviana ingår i släktet Paullinia och familjen kinesträdsväxter. Inga underarter finns listade i Catalogue of Life.